# 全国勝手連連合会
全国勝手連連合会とは、日本の市民団体・政治団体。

## 歴史
1971年頃に光永勇が出身地である沖縄県宮古島にて、私塾「宮古大学」を立ち上げたのが、全国勝手連連合会の原点である。宮古大学は後の勝手連大学の母体ともなった。
宮古大学設立後に、沖縄で自然保護運動や無農薬米、有機栽培の販売、生協活動などを行っていた光永勇の所に、環境問題などを中心にして市民運動にも取り組んでいた北海道の活動家たちが何度も訪れ、政治の問題等を議論する中から、「勝手」というキーワードが着目された。
市民が主体となった政治活動という発想から生まれたのが「勝手」だった。琉球語で自分勝手を意味する「ドゥ・カッティ」や「ワン・カッティ（わたしの勝手）」、「ヤーカッティ（あんたの勝手）」「ワンカラ（わたしから）」という言葉も候補にあがったが、結局、勝手に連なるという意味を持つ「勝手連」という名前が仲間内で決定された。
その後、1990年の選挙で沖縄県知事・大田昌秀を支援する運動が起こると各種相談が光永勇の元によせられるようになり、光永は勝手連の情報センターとして全国勝手連連合会を立ち上げた。光永勇は、勝手連運動の誕生から現在に至るまで勝手連運動を続けている唯一の人物であり、元祖勝手連と言われた。
なお、1983年の北海道知事選挙に際して、候補となった横路孝弘を支援する団体が「横路孝弘と勝手に連帯する若者連合」を名乗ったことに由来する勝手連の動きとは上記のように直接の連動性はない。
現在は選挙運動・国際交流・エコビジネスを中心とした活動を行っている。

## 光永勇
全国勝手連連合会会長。議会新聞社社主。社団法人日本地方新聞協会副会長。財団法人那覇高等美容学校理事長。沖縄県アースデイ自然環境保護Co2削減事業協同組合理事長。1952年沖縄・宮古島生まれ。小学校時代は児童会長、中学・高校時代は生徒会長を務める。本土と沖縄の各階層を結ぶ豆記者として活躍。高校時代に祖国復帰・反戦運動の活動家として活躍、高校生一万人行動を展開、祖国復帰運動において逮捕され、高校を除籍される。それに伴い故郷において私塾「宮古大学」を開設。その後「沖縄文化新聞社」をはじめホテル経営、健康環境関連産業他、様々なビジネスを展開するとともに、勝手連運動に本格的に取り組む。数多くの選挙にかかわると同時に全国勝手連連合会の設立に尽力し、1991年会長に就任。勝手連新聞、勝手連放送局の代表。1980年に日本で初めてのアースデーイベントとなる、アースデー沖縄大会を主催し、１万人を集め、2012年まで沖縄の同大会の主催団体の理事長を務める。